# Josephine Joseph
Pour les articles homonymes, voir Joseph.
Josephine Waas, plus connue sous le nom de scène de Josephine Joseph, née en Autriche le 4 juillet 1891 et morte à Wilmington aux États-Unis le 11 juillet 1966, est une actrice de cinéma et artiste de cirque américaine.

## Carrière

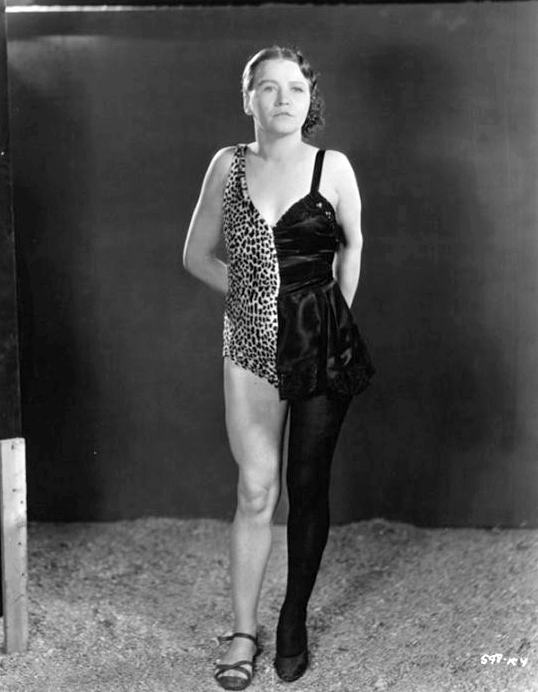
Josephine Joseph.

Josephine Joseph affirmait être hermaphrodite et disait que son corps était séparé en deux verticalement, femme pour sa moitié gauche et homme pour sa moitié droite. Bien que cela ne fût jamais prouvé, elle se représentait dans des freak shows, se servant d'un possible talent d'imitation des deux genres. Elle apparaissait alors à moitié vêtue d'une robe, à moitié vêtue comme Tarzan et couverte d'une peau de guépard. Pour amplifier l'impression de séparation verticale, elle ne musclait que son côté masculin et gardait des cheveux plus longs de l'autre côté.
Elle fait une apparition dans le film culte La Monstrueuse Parade, réalisé par Tod Browning et sorti en 1932. Elle y joue son rôle d'hermaphrodite, et, bien que ne prononçant que deux lignes, apparaît dans de nombreuses scènes, dont notamment celle du dîner après le mariage où elle entonne avec les autres le fameux chant « We accept her, one of us! We accept her, one of us! ».

## Procès
En 1930, Josephine et son mari George Waas comparaissent devant un tribunal au Royaume-Uni après une représentation à Blackpool et sont accusés d'avoir monté un spectacle frauduleux. La cour jugea que Josephine n'était pas une vraie hermaphrodite et condamna son mari à payer une amende de 25 £ tandis qu'elle fut acquittée.